# فورداگ
فورداگ (به لاتین: Furdag) یک منطقهٔ مسکونی در روسیه است که در داغستان واقع شده‌است.